# Čilec
Čilec är en ort i Tjeckien.   Den ligger i regionen Mellersta Böhmen, i den centrala delen av landet, 40 km öster om huvudstaden Prag. Čilec ligger 197 meter över havet och antalet invånare är 201.
Terrängen runt Čilec är platt, och sluttar söderut. Runt Čilec är det ganska tätbefolkat, med 108 invånare per kvadratkilometer. Närmaste större samhälle är Nymburk, 5,6 km sydost om Čilec. Trakten runt Čilec består till största delen av jordbruksmark.